# 法蒂玛圣陵
法蒂玛圣陵（波斯語：‎）是位於伊朗庫姆的一座陵墓聖地，庫姆被什葉派穆斯林認為是僅次於馬什哈德的伊朗第二大聖城。
其陵墓埋葬著法蒂瑪·馬蘇梅，她是什葉派第七任伊瑪目穆萨·卡齐姆的女兒、第八任伊玛目阿里·里达的妹妹。在什葉派伊斯蘭教中，如果女性是十二伊瑪目之一的近親，她們通常會被尊為聖人。因此法蒂瑪·馬蘇梅被尊為聖人，並成為伊朗最重要的什葉派聖地之一。每年，成千上萬的什葉派穆斯林前往庫姆紀念法蒂瑪·馬蘇梅，並向她祈求祝福。
聖陵內還埋葬著什葉派第九任伊瑪目穆罕默德·塔基·贾瓦德的三個女兒。

## 沿革
法蒂玛·马苏玛是第八任伊玛目阿里·礼萨之妹，第七任伊玛目穆萨·卡齐姆之女。什叶派认为她是穆萨·卡齐姆继她的兄弟Ali Reza之后最神圣的孩子。当她的兄弟 阿里·礼萨在被任命为Ma'mun总督后从麦地那转移到 马雷（Merv）时，法蒂玛·马苏玛决定在一年后去马雷（Merv）。
一些人认为他的兄弟阿里·礼萨给法蒂玛·马苏玛写了一封信，要求她前往马雷（Merv）。
由穆萨·卡齐姆的子孙组成的法蒂玛·马苏玛商队，据报道人数为23人，于伊斯兰历201年离开麦地那。 
大篷车抵达萨韦的城市时，据称阿拔斯王朝或激进组织袭击了大篷车，打死打伤大篷车。与此同时，法蒂玛·马苏玛和她的姐妹等其他人因病中毒身亡。在萨韦的城市事件后，法蒂玛·马苏玛 前往库姆，17天后在库姆去世。他是什叶派最受尊敬的人物之一，他在库姆和伊朗的陵墓每年接待数百万朝圣者。

第九任伊玛目穆罕默德·塔基·贾瓦德的三个女儿也埋葬于法蒂玛圣陵。

## 建築設計
法蒂玛圣陵包括三个庭院和三个大祈祷厅，总面积38,000 m2（410,000 sq ft）.

## 圖集

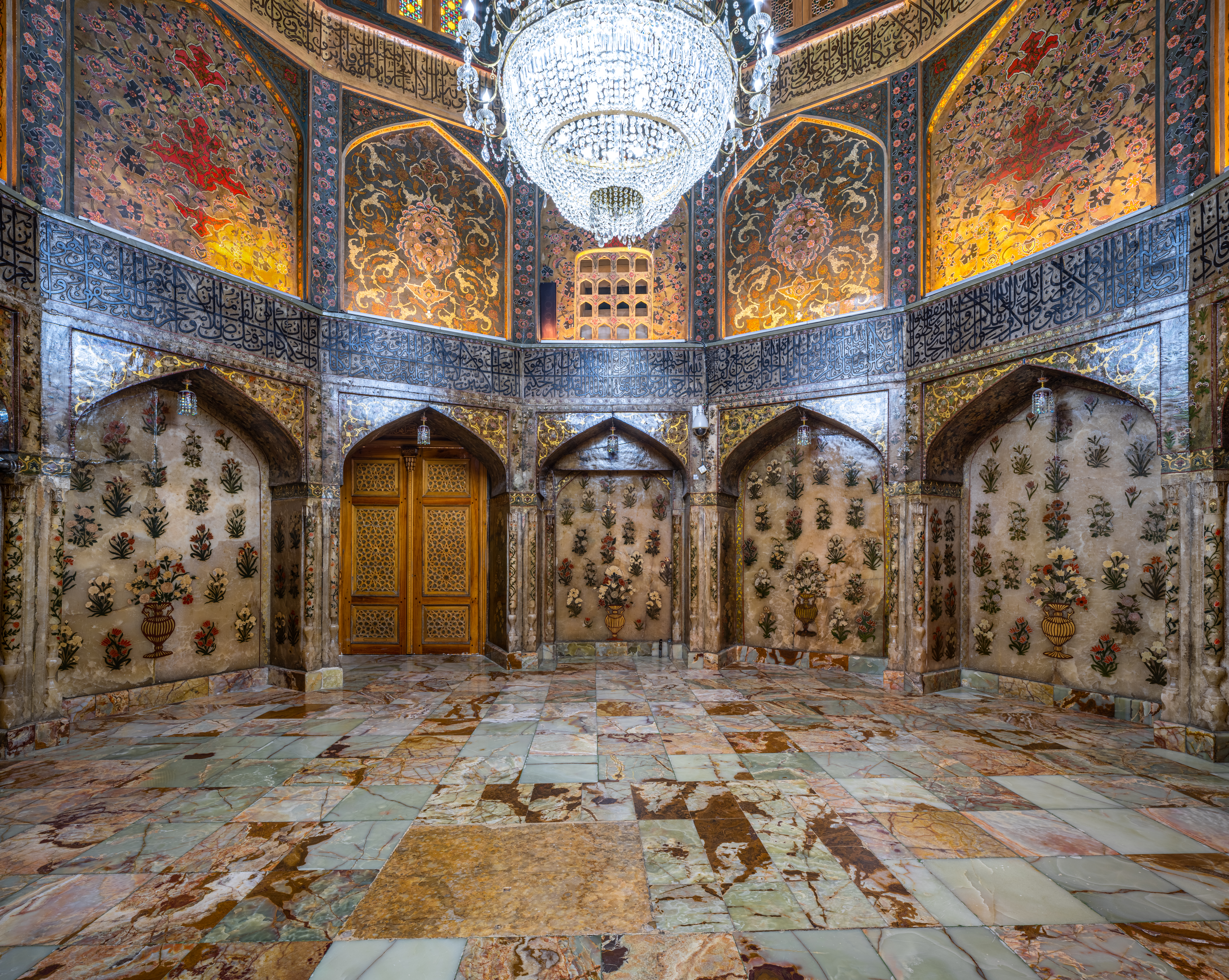
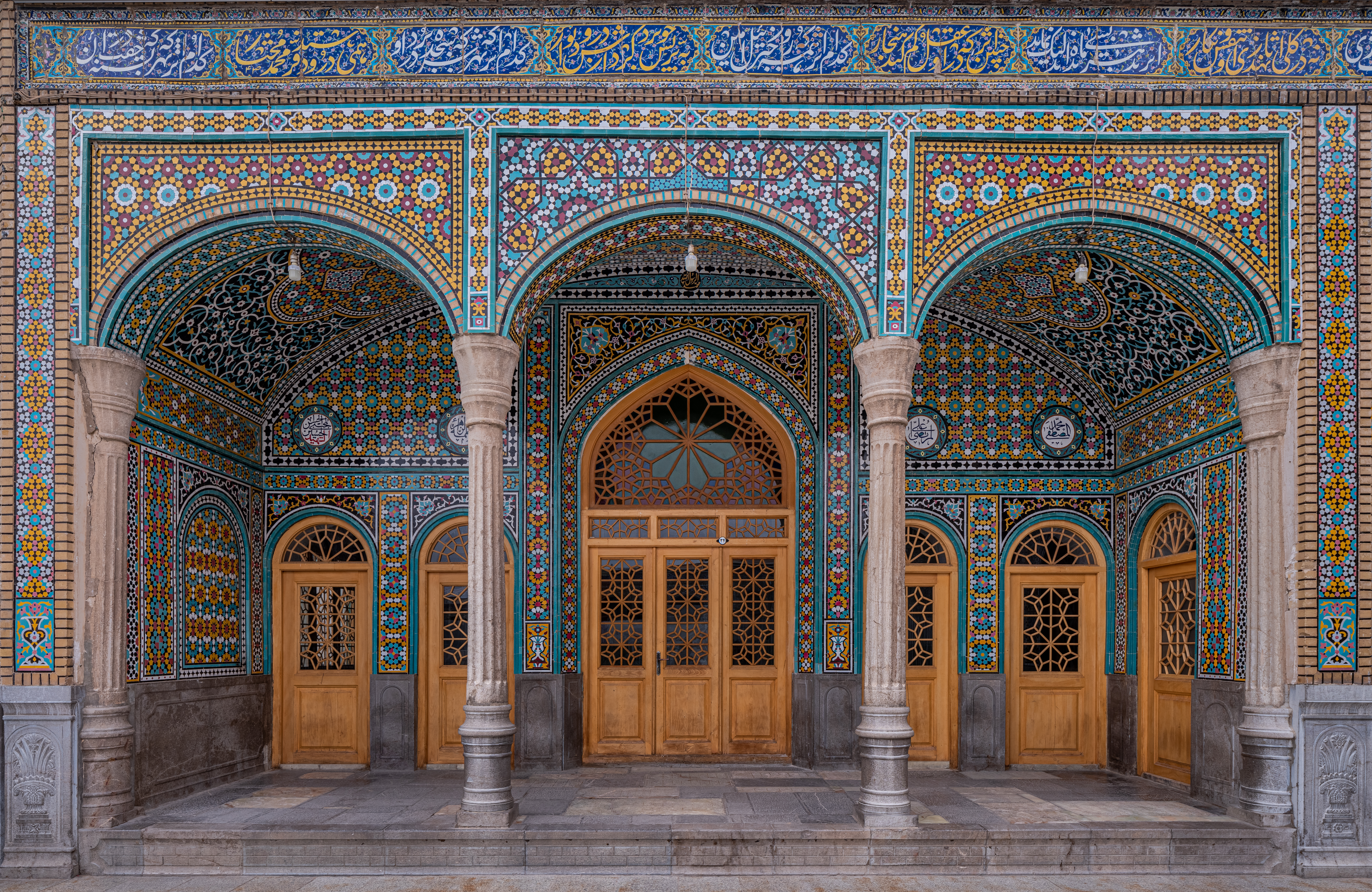
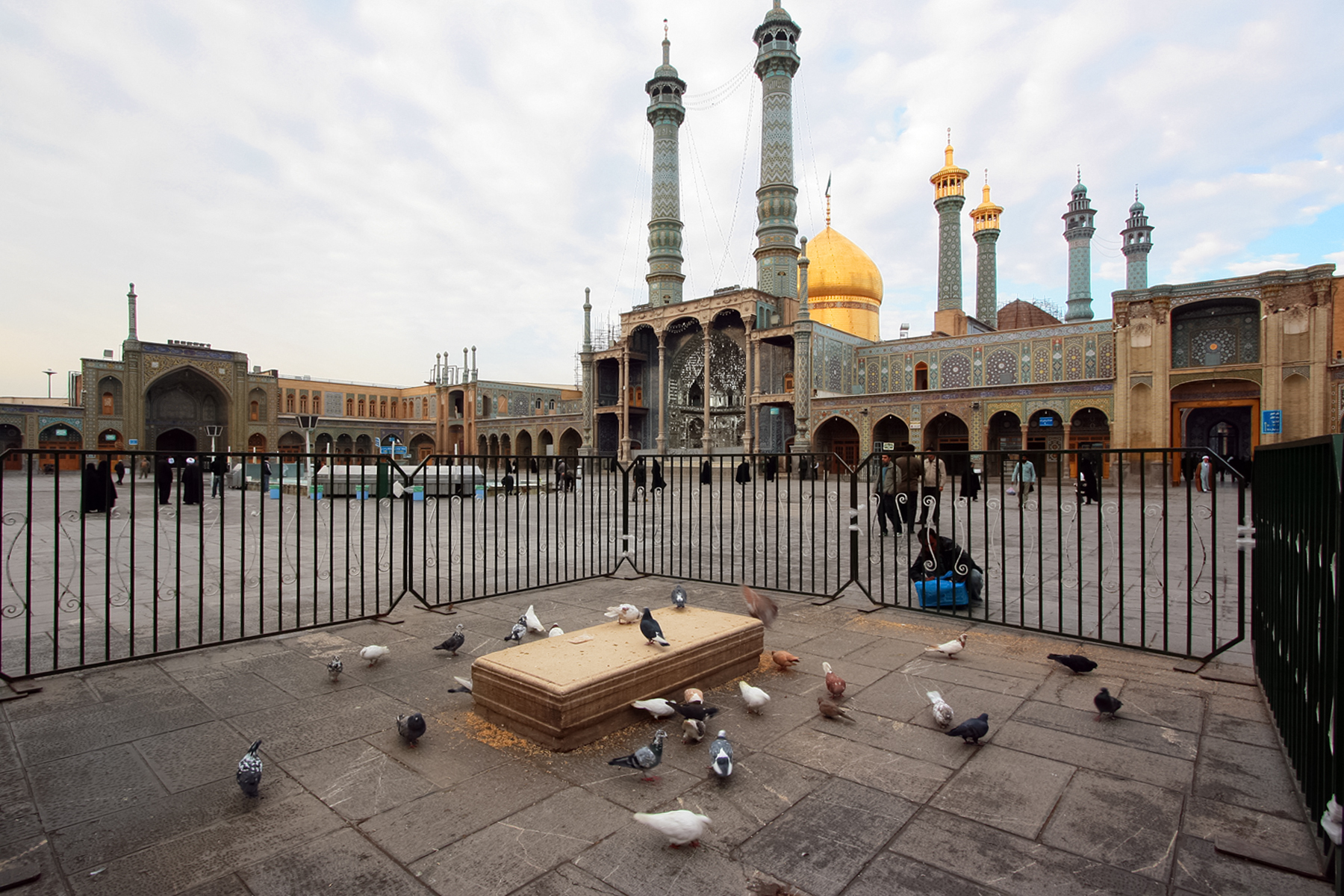
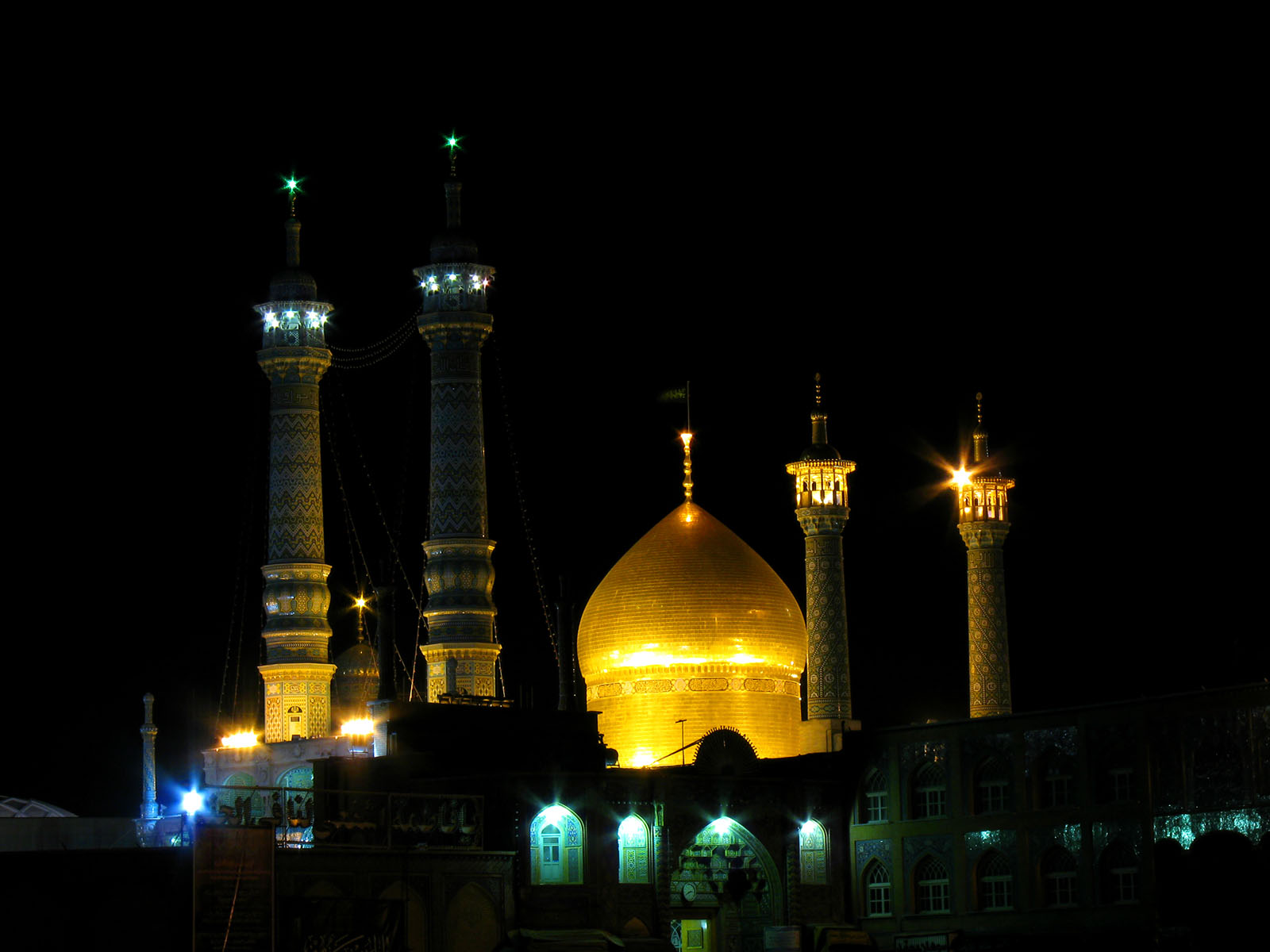
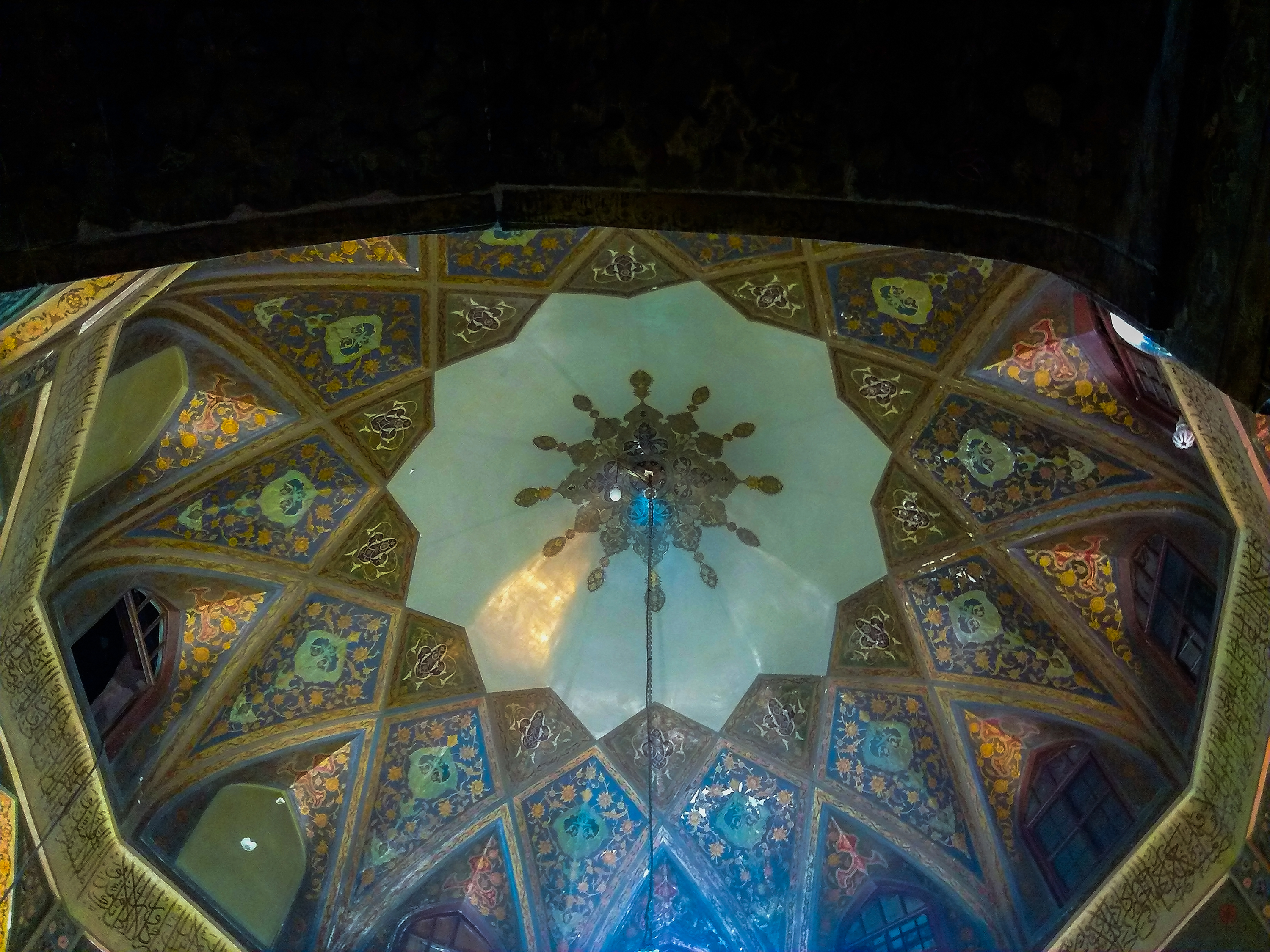
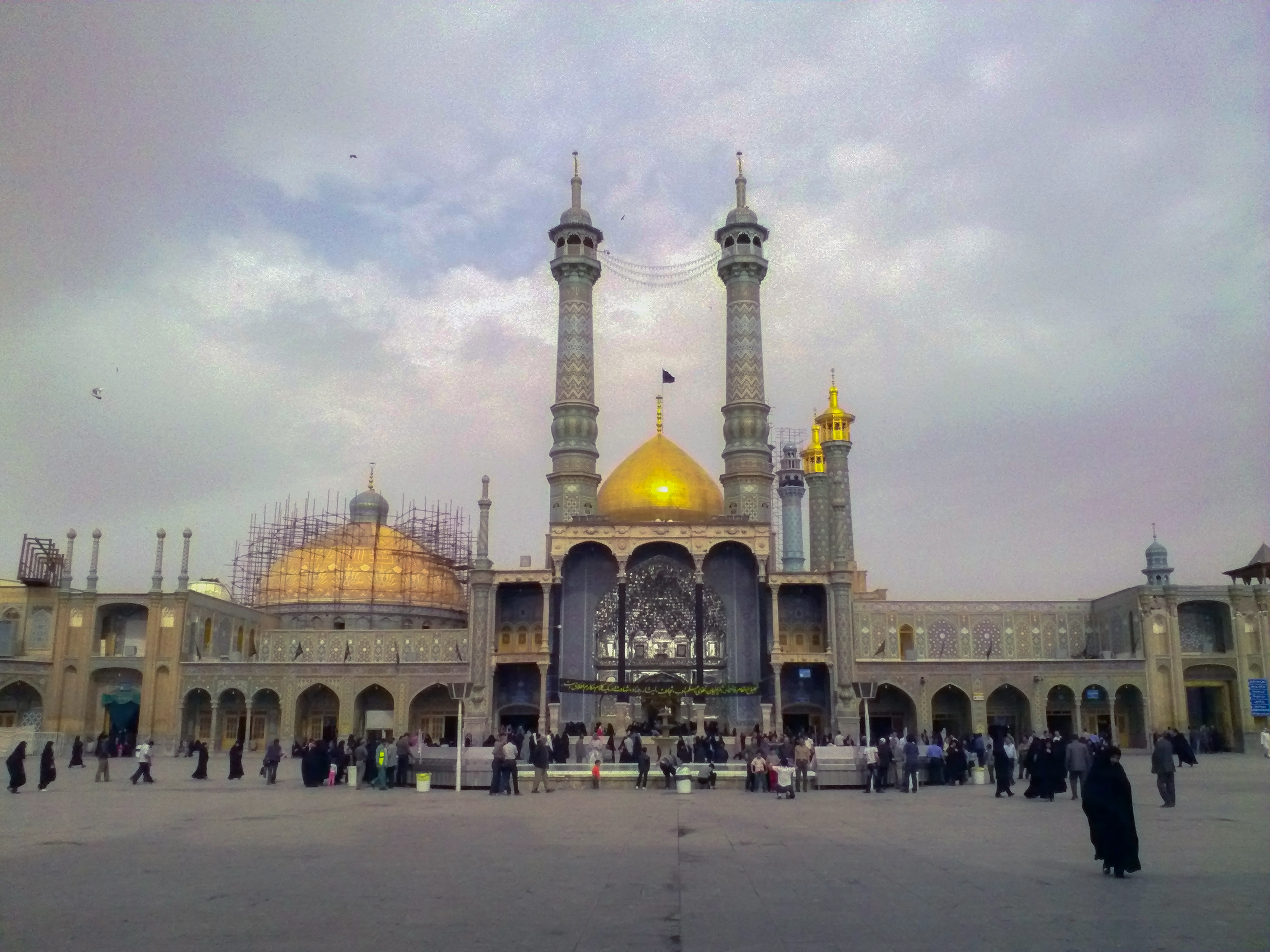
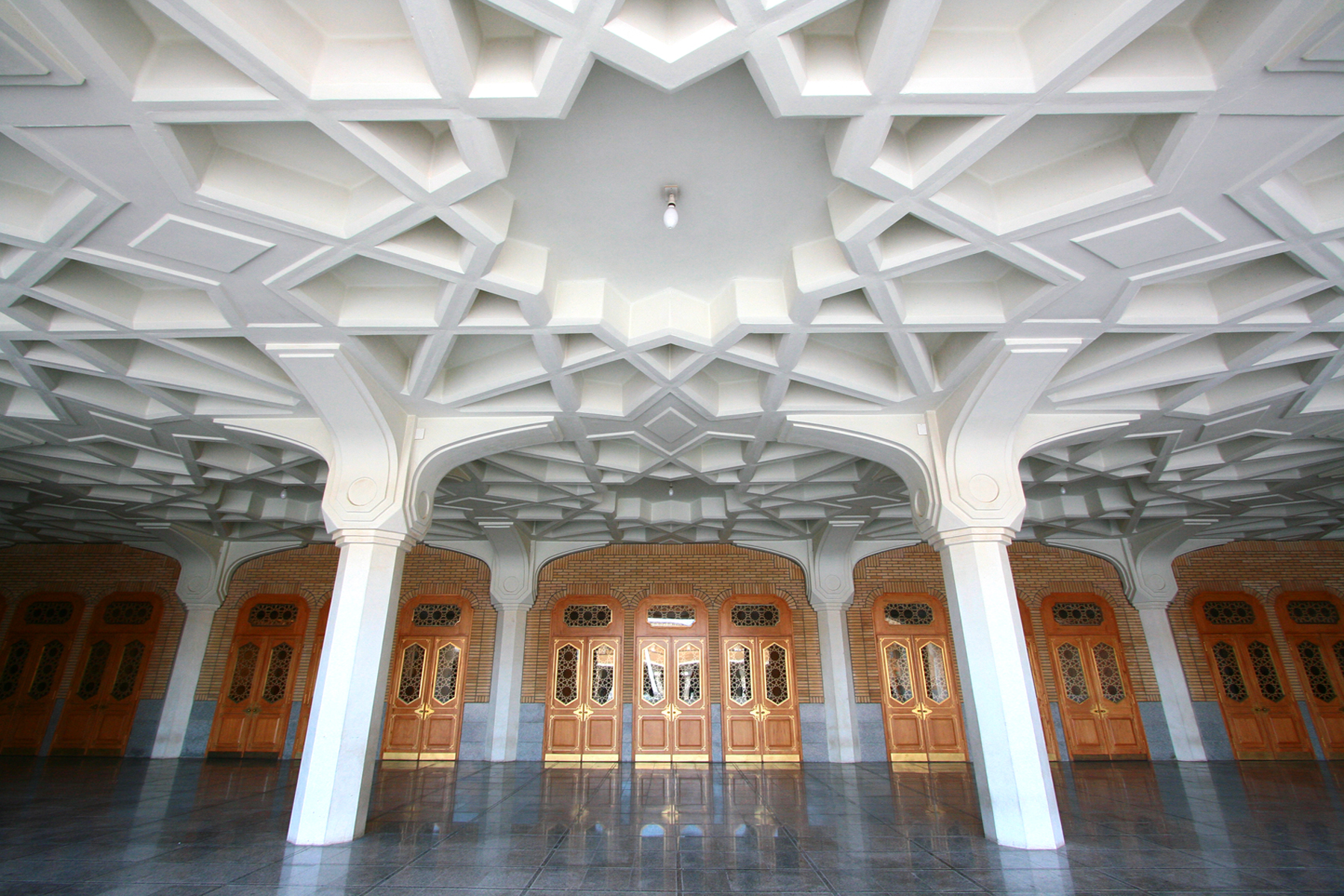
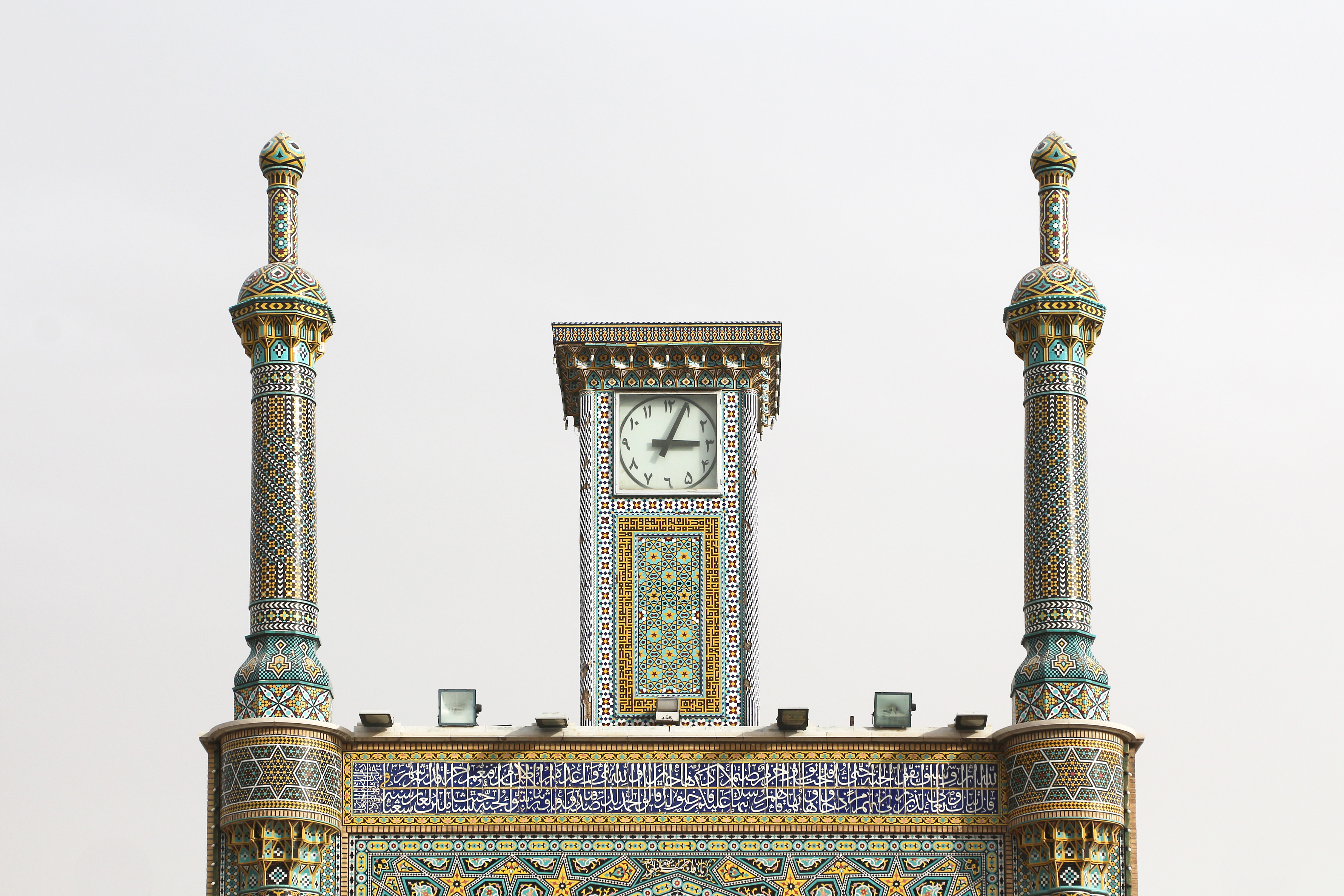
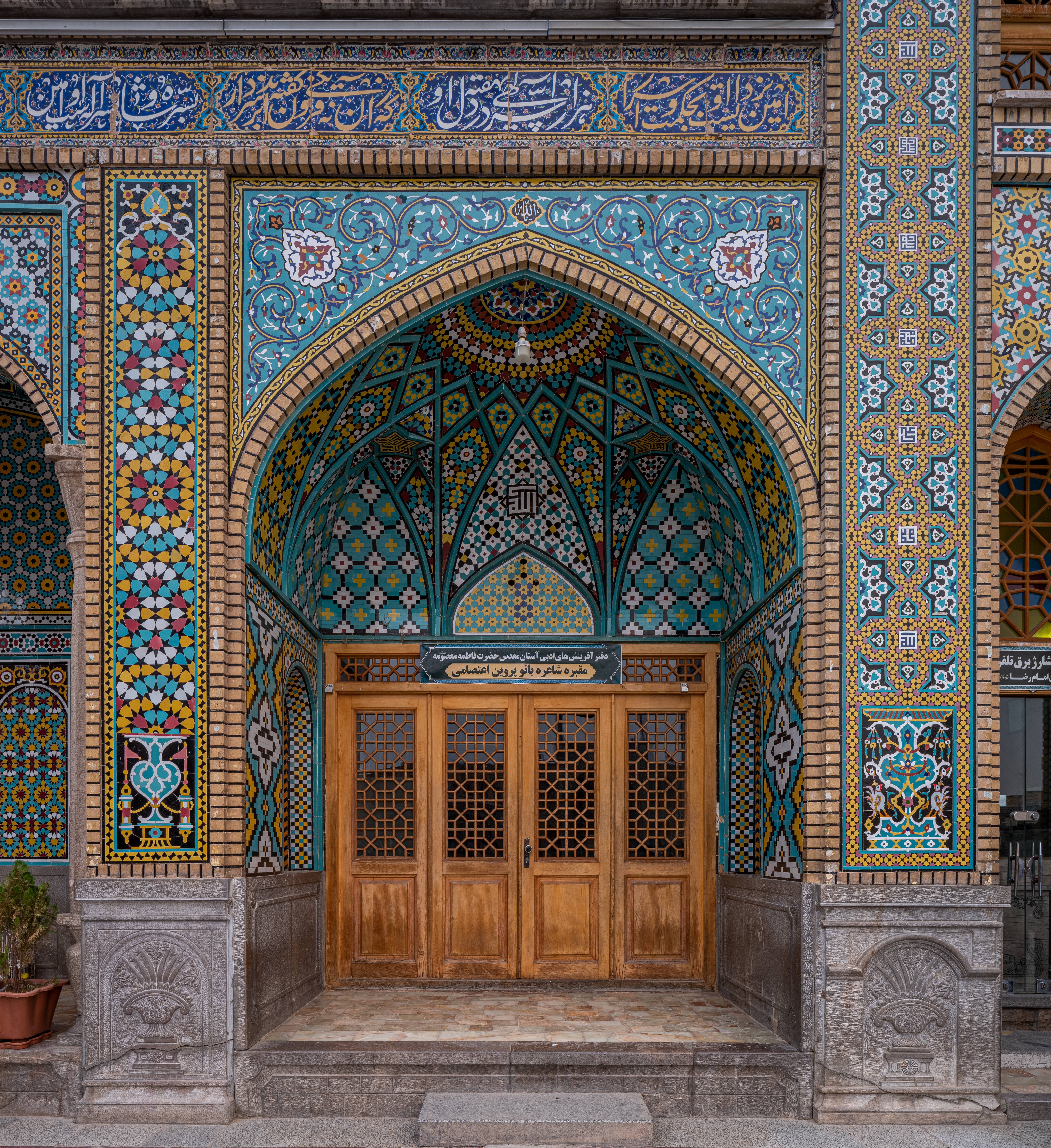
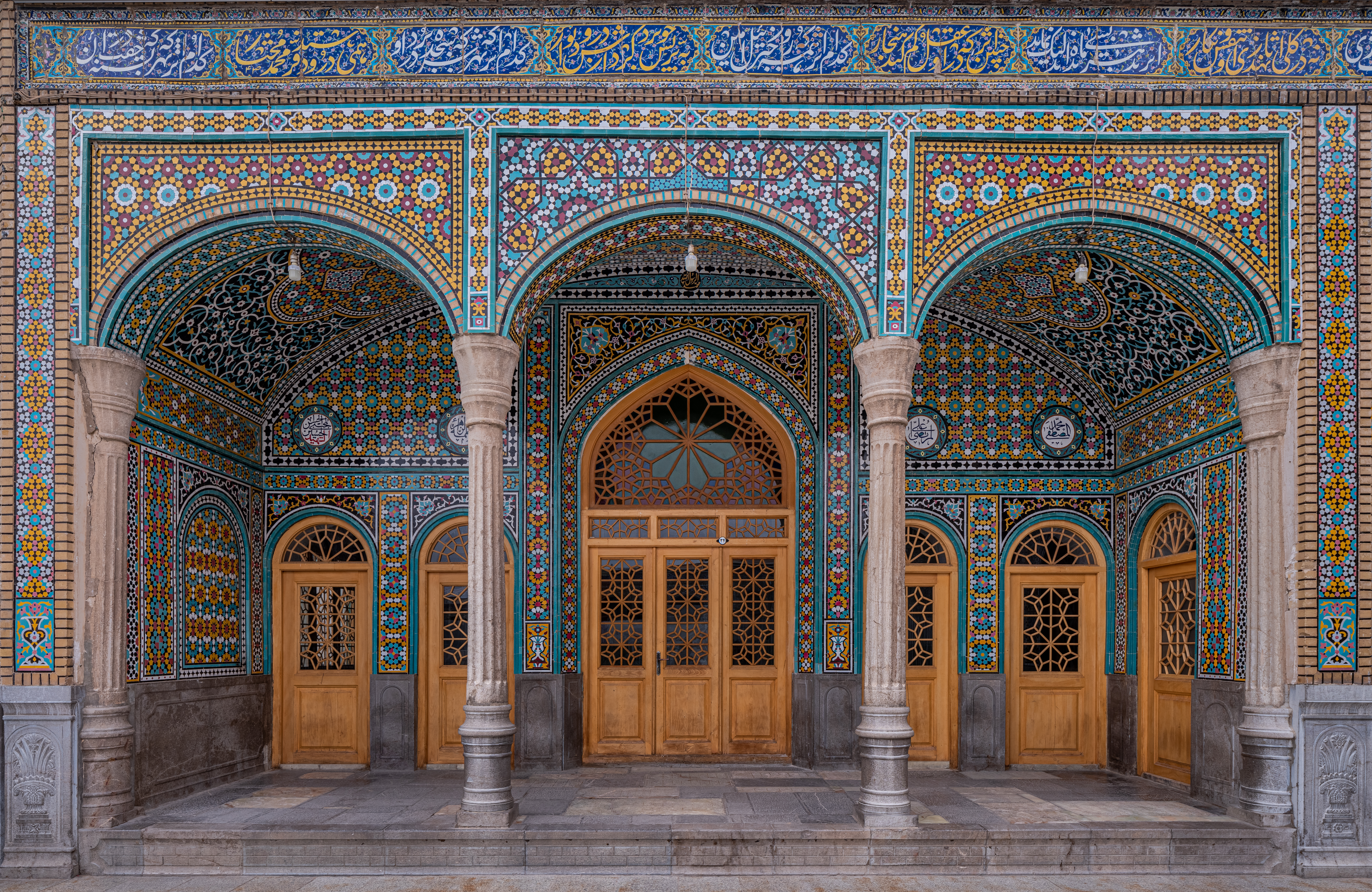
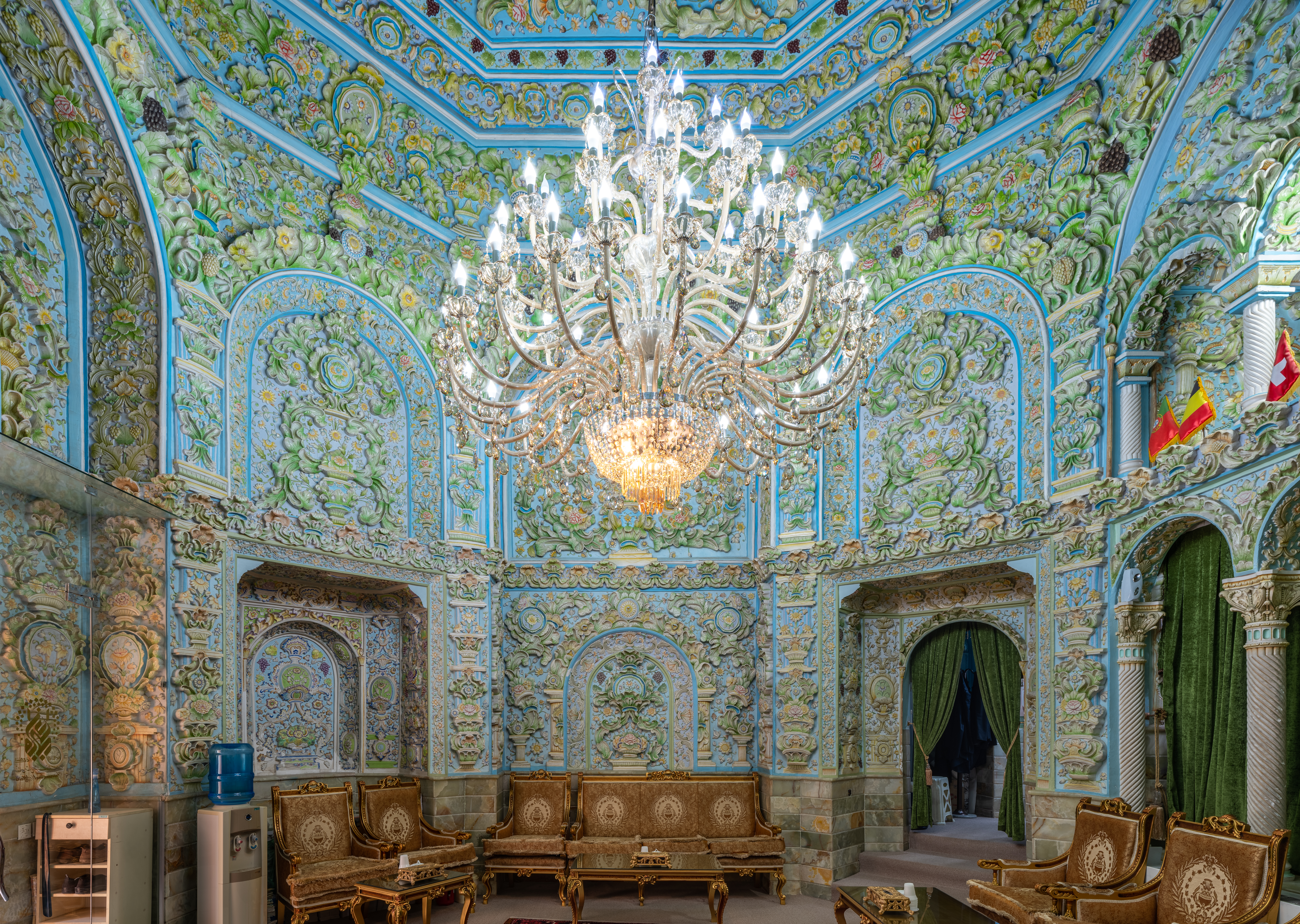

## 外部連結
- Biography of Fatimah Ma'sumah and history of the Al-Masumeh Shrine （页面存档备份，存于）